# Ett samlingsalbum
Ett samlingsalbum är ett samlingsalbum av den svenske rockartisten Tomas Ledin, utgivet på skivbolaget The Record Station 1990. Den innehåller låtar från debutsingeln Då ska jag spela till 1988 års album Down on the Pleasure Avenue. Den innehöll även en nyskriven låt "En samlingsmix", vilken utgavs som singel.

## Låtlista
Alla låtar är skrivna av Tomas Ledin.

### LP
A
1. "Då ska jag spela" – 2:42
2. "Blå, blå känslor" – 3:24
3. "Knivhuggarrock" – 3:22
4. "Festen har börjat" – 3:40
5. "Minns du Hollywood" – 3:06
6. "I natt är jag din" – 3:32

B
1. "På vingar av stål" – 3:52
2. "Mademoiselle" – 2:30
3. "Det ligger i luften" – 3:05
4. "Vi ska gömma oss i varandra" – 3:22
5. "Not Bad at All" – 3:13
6. "Just nu!" – 2:48

C
1. "Sensuella Isabella" – 3:31
2. "Sommaren är kort" – 3:03
3. "Never Again" – 3:53
4. "Vi är på gång" – 2:41
5. "Det finns inget finare än kärleken" – 3:30
6. "What Are You Doing Tonight?" – 3:10

D
1. "Everybody Wants to Hear It" – 2:49
2. "Svenska flickor" – 3:05
3. "Crazy About You" – 3:45
4. "Keep Your Eyes Open" – 3:00
5. "En samlingsmix 1990" – 3:52

### CD
1. "Då ska jag spela" – 2:42
2. "Blå, blå känslor" – 3:24
3. "Knivhuggarrock" – 3:22
4. "Festen har börjat" – 3:40
5. "Minns du Hollywood" – 3:06
6. "I natt är jag din" – 3:32
7. "På vingar av stål" – 3:52
8. "Mademoiselle" – 2:30
9. "Det ligger i luften" – 3:05
10. "Vi ska gömma oss i varandra" – 3:22
11. "Not Bad at All" – 3:13
12. "Just nu!" – 2:48
13. "Sensuella Isabella" – 3:31
14. "Sommaren är kort" – 3:03
15. "Never Again" – 3:53
16. "Vi är på gång" – 2:41
17. "Det finns inget finare än kärleken" – 3:30
18. "What Are You Doing Tonight?" – 3:10
19. "Everybody Wants to Hear It" – 2:49
20. "Svenska flickor" – 3:05
21. "Crazy About You" – 3:45
22. "Keep Your Eyes Open" – 3:00
23. "En samlingsmix 1990" – 3:52

## Listplaceringar
| Lista (1990) | Topplacering |
| ------------ | ------------ |
| Sverige      | 4            |

### Fotnoter
1. 1 2  ”Tomas Ledin”. Svensk mediedatabas. Arkiverad från originalet den 25 juli 2014. https://web.archive.org/web/20140725173941/http://smdb.kb.se/catalog/search?q=Tomas+Ledin&x=0&y=0. Läst 16 januari 2013.
2. ↑  Placeringar på den svenska albumlistan